# Лавандин
Лавандинът (Lavandula hybrida) е хибрид, получен от обикновена лавандула (Lavandula Vera, още Lavandula angustifolia) и широколистна лавандула (Lavandula Spica, още latifolia), който се отличава с високо количество камфор в етеричното масло.
Лавандинът е естествен хибрид, получен от опрашването на около 800 метра надморска височина на женското растение Lavandula vera с мъжкото цвете Lavandula spica. Лавандинът не е така студоустойчив и има нужда от по-богати почви. Препоръчително е да се отглежда в ниските места до 700 м надморска височина.

## Подвидове
Лавандин може да се култивира и има три разновидности:
1. Лавандин гросо (Lavandula hybrida, clone grosso)
2. Лавандин супер (Lavandula hybrida, clone super)
3. Лавандин абриал (Lavandula hybrida, clone abrialis)

Етеричното масло от лавандин супер е биохимично най-близко до истинското или финото лавандулово етерично масло.

## Химичен състав
Около 50% линалил ацетат, геранил и борнил, около 30 – 40% линалол, гераниол, лавандулол, около 5 – 6% кетони (камфор или борнеон). Тъй като маслото от лавандин съдържа борнеон /невротоксичен вид камфор/, то трябва да се използва внимателно за деца под 7 години, не се препоръчва в периода на бременността, за хора с епилепсия и астма.

## Приложение
Лавандините предлагат култури с по-високи добиви, но по-ниско качество. Етерични им масла са с близък, но по-остър аромат до лавандулата. Лавандинът е сравнително евтино етерично масло, което се използва изключително в козметичната и парфюмерийна индустрия.